# 实践一号
实践一号卫星是中国“实践”系列科学探测与技术试验卫星中的第一颗，同时也是中国发射的第二颗人造卫星，它于1971年3月3日由长征一号运载火箭从酒泉卫星发射基地发射升空。
卫星运行轨道高度为近地点266千米，远地点1826千米，轨道倾角为69.60度，运行周期为106分钟。卫星重221公斤，星体是直径1米的近球形72面体，上下半球梯形平面上各安装了14块硅太阳能电池板，卫星主要载荷有两个：G-M计数器和铍窗积分电离室。实践一号卫星进行了高空磁场、X射线、宇宙射线和外热流等空间物理环境参数的测量，还进行了硅太阳能电池供电系统、主动式无源热控制系统等长寿命卫星技术的试验，它在轨成功运行了8年，为中国设计和制造长寿命卫星提供了宝贵经验，尤其为卫星的电源、热控制和无线电测控系统的研制开辟了成功的道路。